# BLACKSEAFOR
Le BLACKSEAFOR (Black Sea Naval Co-operation Task Group) est un groupe de coopération navale regroupant les pays riverains de la mer Noire (Bulgarie, Géorgie, Roumanie, Russie, Turquie et Ukraine) institué le 2 avril 2001. À partir de mars 2004, l'opération Black Sea Harmony, une déclinaison de BLACKSEAFOR adaptée à l'opération Active Endeavour de l'OTAN, est mise en place.

## Historique

### Formation
L'idée de former une alliance navale autour de la mer Noire remonte à la réunion des Chefs de la Marine de la Mer Noire en 1998 à Varna. Le 2 avril 2001, la Bulgarie, la Géorgie, la Roumanie, la Russie, la Turquie et l'Ukraine signent l'accord instituant la création de BLACKSEAFOR.

### Déploiements
La première instance de BLACKSEAFOR est déployée à Gölcük du 27 septembre au 16 octobre 2001 sous la direction des forces turques. La deuxième instance est déployée à Sébastopol en août 2002 sous la direction des forces ukrainiennes. En octobre 2002, le ministre russe des Affaires étrangères Alexandre Iakovenko déclare : « pour la première fois dans l'Histoire, les pays littoraux d'une région se sont mis d'accord pour créer une flotte internationale sous commandement unique à déployer en cas d'urgence ».
La troisième instance se déroule du 3 au 31 août 2003 sous la direction des forces bulgares. La flotte déployée est constituée de la frégate Smeli (Bulgarie), le bateau lance-missiles Tbilisi (Géorgie), une corvette Tetal-I (Roumanie), la frégate Pytlivy (Russie), la frégate Fatih (Turquie) et la corvette Vinnitsa (Ukraine). La Bulgarie et la Turquie déploient également deux sous-marins. Le cortège a parcouru 1 100 miles dans les eaux de la mer Noire, passant d'une frontière à l'autre. En traversant la Géorgie, le cortège est rejoint par 4 navires géorgiens supplémentaires.
La quatrième instance est divisée en deux, du 5 au 27 août 2004 puis du 4 au 27 avril 2005, sous la direction des forces géorgiennes. La flotte déployée est constituée de la frégate Smeli (Bulgarie), le navire de débarquement Azov (Russie), une corvette roumaine, la frégate Orucreis (Turquie) et le grand navire de débarquement Konstantin Olshansky (Ukraine).

### OpérationBlack Sea Harmony
Lors de la première réunion de consultation entre les États de la mer Noire en janvier 2004, le protocole BLACKSEAFOR est reconnu comme stratégiquement important pour maintenir la stabilité dans la mer Noire. BLACKSEAFOR est alors suggéré comme outil pour combattre le terrorisme, le crime organisé, le commerce illégal, et la prolifération d'armes de destruction massive. En mars 2004, avec la participation de la Russie et de l'Ukraine, la Turquie lance l'opération Black Sea Harmony, une application de BLACKSEAFOR déployée en complément de l'Opération Active Endeavour de l'OTAN. Le fait que BLACKSEAFOR associe l'OTAN à la Fédération russe inquiète et intrigue les observateurs internationaux. Tout le programme est perçu comme un exercice visant à restaurer la confiance entre la Russie et la Turquie.
En juillet 2004, une réunion des ministres de la défense des pays participants établit l'état d'urgence dans le domaine de la lutte contre le terrorisme dans la région de la mer Noire. Cette volonté est réitérée  en mars 2005, et tous les États du littoral de la mer Noire sont invités à rejoindre l'opération Black Sea Harmony. La Russie y adhère en décembre 2006, l'Ukraine en avril 2007.
BLACKSEAFOR est principalement pensé comme une construction russo-turque pour éviter de faire de la Mer noire une zone de déploiement de l'OTAN,.

### Deuxième guerre d'Ossétie du Sud et dénouement
À l'issue de la deuxième guerre d'Ossétie du Sud, les cartes dans la région sont redistribuées, et le protocole BLACKSEAFOR se dénoue peu à peu. Un mois après la fin de la guerre, le chef russe des opérations militaires dans la mer Noire (l'amiral Andrey Baranov) annonce son intention de poursuivre la coopération russe avec l'OTAN, et affirme être toujours en coopération avec la Turquie via le protocole d'action BLACKSEAFOR. Le ministre russe de la Défense Anatoli Serdioukov exprime cependant ses inquiétudes vis-à-vis de la course à l'armement de la Géorgie, ainsi que de son rapprochement de l'OTAN (alors que la Bulgarie, la Roumanie et la Turquie en font également partie).
La Géorgie se retire des exercices en 2008, mais les autres pays s'engagent à maintenir la coopération BLACKSEAFOR. Un nouveau déploiement est organisé en avril 2009, avec la frégate Verni (Bulgarie), le navire de débarquement Tsezar Kounikov (Russie), la corvette Macelarui (Roumanie), la frégate Yildirim (Turquie), et le navire de commandement Slavoutytch (Ukraine).
En avril 2010, un nouveau déploiement est organisé à l'occasion des 10 ans de BLACKSEAFOR. À cette occasion, la Géorgie prend part aux exercices.
L'Ukraine se retire en 2015. En novembre 2015, la Russie annonce son retrait de BLACKSEAFOR après l'attaque par les forces turques d'un Soukhoï Su-24 russe, évènement déclencheur de la crise russo-turque de 2015.

## Sources

## Compléments